# Avenida Eva Perón (Florencio Varela)
La avenida Eva Perón es una importante avenida del Partido de Florencio Varela, en el sur del Área Metropolitana de Buenos Aires. Nace en el Paso Bajo Nivel, en su intersección con el Ferrocarril General Roca, en el centro de Florencio Varela, y continúa, luego de unos 19,5 km, simplemente como Ruta Provincial 53, en el Partido de La Plata.
Debe su nombre a María Eva Duarte de Perón, actriz y política argentina, conocida por ser primera dama en el primer gobierno de Juan Domingo Perón.

## Repavimentación
En 2010, comenzaron las obras de repavimentación y ensanche de la 1° etapa de la Av. Eva Perón, que comprende el tramo entre el Paso Bajo Nivel y la intersección "5 Esquinas".
Esta etapa fue finalizada en 2013, con la colocación de luminarias, palmeras en el bulevar, refugios y la señalética vial. A la vez, comenzó la 2° etapa: el tramo comprendido entre "5 Esquinas" y Calle 762, que atraviesa los barrios de Santa Rosa, Villa Vatteone, Mayol, Villa Mónica Vieja y La Colorada.
En 2015, comenzó la 3° etapa, que comprende el tramo entre Calle 762 y Calle 1323 (Barrio Las Alicias). En esta etapa, se realizaron trabajos de características similares a las anteriores. También, conjuntamente se pavimentaron 810 metros lineales de la Av. Cacheuta. La 3° etapa benefició a los barrios Los Pilares, Villa San Luis, Sarmiento, La Fiat y San Francisco. Finalmente, el intendente Julio Pereyra anunció una 4° etapa, que comprende el tramo entre la Calle 1323 y Calle 1480, realizando un trayecto de 5 km. Todas estas obras permitieron mejorar la seguridad vial en este corredor de suma importancia para la zona productiva frutihortícola del Partido de Florencio Varela.
Antes de las mencionadas obras, la avenida, llamada Sarmiento, contaba con solo 1 carril por lado en todo su recorrido, a excepción del tramo entre el Paso Bajo Nivel y la Av. 12 de Octubre. Actualmente, la avenida cuenta con dos carriles centrales por lado separados por un bulevar, con colectoras en los laterales. Se repavimentaron más de 150 cuadras, con un ensanche de aproximadamente 30 metros.

## Recorrido
Comienza en el casco céntrico de Florencio Varela, precisamente en el Paso Bajo Vías del Ferrocarril General Roca, donde pasa de llamarse Av. Gral. José de San Martín a Avenida Eva Perón. Dicho paso bajo nivel se inauguró el 4 de marzo de 2009.
Después de 300 metros, la avenida pasa por el Instituto Santa Lucía. Hasta la Av. 12 de Octubre, la avenida cuenta con 3 carriles por sentido de circulación. A partir de dicha intersección, donde se encuentra una estación de servicio Shell, la avenida cuenta con colectora en ambos sentidos de circulación. Luego, 1000 metros más adelante, se encuentra la intersección con las calles Gral. Hornos, Río Jáchal y Paysandú, más conocida como "5 Esquinas".
En esta zona también se encuentra una estación de servicio GNC, y sitios de interés como un gran salón de eventos y el Camping Mutual de Camioneros. También, 7 cuadras más adelante, se encuentra una torre con un tanque de reserva de agua, en Villa Mónica. Donde finaliza la 3° etapa, hay una estación de servicio YPF. En esta intersección, se reduce la calzada, con 1 carril por sentido de circulación.
En la localidad de La Capilla, después de 10 km, se encuentra el Garaje de la Línea 148, donde finaliza su recorrido. También se encuentran la Escuela Primaria N.º 8 y la Escuela Secundaria N°26. Más adelante, en 3 km, se encuentra el paso a nivel con vías del Ramal G3 del Ferrocarril Belgrano, que se encuentra clausurado. Finalmente, la avenida culmina 2000 metros más adelante, en el límite con el Partido de La Plata.

## Intersecciones
- En el siguiente esquema, se muestran los cruces de calles y ferrocarriles más importantes presentes en esta avenida.

|  |  | CONTg |

|  | STR+l | ABZglr | STR+r |  |

| CONTg | STRl | KRZu | STRr |  |

| SKRZ-Gu | RGq | SKRZ-Gu | RGq | lDAMPF |

| STR | STR+l | KRZu | STR+r |  |

| TEEaq | ABZgr+r | STR | ABZgl+l | STRq |

| STR | STRl | ABZg+lr | STRr |  |

| TEEaq | CONTgq + STRq | RMKRZ | CONTg@Gq + STRq |  |

| STR |  | MWPETl | ARCH |  |

| TEEaq | CONTfq + STRq | RMKRZ | CONTf@Fq |  |

| STR |  | RM |  |  |

| STR2 | STRc3 | RM | SHOPPING |  |

| STRc1 + STRq | STRl+4 + STRq | RMKRZ | STRq |  |

|  |  | MWPETr |

| CONTg |  | RMTEEaq + RM | CONTf@Fq |  |

| TEEaq | STRq | RMKRZ | STRq |  |

| STR |  | RM |  |  |

| STR2 | STRc3 | RMTEEaq + RM | STRq |  |

| STRc1 | STRl+4 | RMTEEeq + RM |  |  |

|  |  | MWPETr |

|  | STRq | RMKRZ | STR2+r | STRc3 |

|  | lNAT | MWPETr | STRc1 | STR+4 |

|  |  | RMTEEaq + RM | STRq | TEEeq |

|  |  | RM |  | CONTf |

|  |  | RM | WTURM |  |

|  | STRq | RMTEEeq + RM |  |  |

|  |  | RM |

|  | STRq | RMKRZ | STRq |  |

|  |  | RM |

|  | STRq | RMTEEeq + RM |  |  |

|  |  | MWPETl |

|  |  | TEEaq | STRq |  |

|  |  | STR |

|  | STRq | TEEeq |  |  |

|  |  | STR |

|  |  | SKRZ-GBUE |  | exlDAMPF |

|  |  | CONTf |

## Transporte público
Por esta avenida, actualmente circula la Línea 148, específicamente estos dos ramales: Cementerio de Florencio Varela y Paraje El Alpino. En el regreso, ambos tienen como destino la Plaza de la Constitución.
Años atrás, la línea de carácter municipal Línea 500, contaba con dos ramales (5 y 6), que transitaban desde el cruce con vías del Ferrocarril General Roca (ahora Paso Bajo Nivel) hasta la Av. Cacheuta.